# Smith Cho
Smith Cho (25 de diciembre de 1985) es una actriz estadounidense de cine y televisión.

## Biografía
Cho es conocida sobre todo por sus intervenciones como invitada en series de éxito. Su carrera todavía está comenzando y por ello ha realizado pocos papeles como protagonista o personeje principal de alguna serie o película. Así uno de sus útltimos papeles en los que ha participado activamente ha sido su interpretación de Glitter Cho en la serie Cinco razones (para no salir contigo), serie de poco éxito en Estados Unidos, pero que ya ha sido emitida varias veces por el canal Cosmopolitan, aunque también ha participado en series de gran éxito como House, Las chicas Gilmore y en la nueva serie de Knight Rider (2008), en la que interpretaba un papel fijo, Zoe Chae, una analista de sistemas de la Fundación Knight.
Uno de sus primeros papeles fue como personaje en la película protagonizada por Will Smith y Martin Lawrence Dos policías rebeldes II. Smith también ha participado en más de 25 anuncios de televisión en su país.
Gran amante de los animales, actualmente vive en California con sus dos perros, Humphrey y Lauren.

## Filmografía

### Cine
| Año  | Título                   | Papel                                    | Otros        |
| 2009 | Fired up                 | Beth                                     |              |
| 2008 | The slammin' salmon      | Traductora japonesa                      |              |
| 2008 | Say goodnight            | Angela                                   |              |
| 2008 | Atrapado en un pirado    | Teniente Pierna Izquierda                |              |
| 2008 | The last lullaby         | Connie                                   |              |
| 2007 | Ping pong playa          | Jennifer                                 |              |
| 2007 | Blades of glory          | Hada del Bosque 2                        |              |
| 2007 | Norbit                   | Exmujer 3                                |              |
| 2003 | Dos policías rebeldes II | Dependienta en la tienda de electricidad | Sin créditos |

### Televisión
| Año  | Título                                | Papel                 | Otros                  |
| 2008 | Knight Rider                          | Zoe Chae              | Serie                  |
| 2007 | Rules of Engagement                   | Sarah                 | Serie                  |
| 2007 | Entourage                             | Chloe                 | Serie                  |
| 2006 | She said/He said                      |                       | Película               |
| 2006 | Cinco razones (para no salir contigo) | Glitter Cho           | Serie                  |
| 2005 | House                                 | Julia                 | Serie                  |
| 2004 | Crossing Jordan                       | Esgrimidora           | Serie                  |
| 2004 | Summerland                            | Asistente             | Serie                  |
| 2004 | Faking the video                      | Mujer del guardarropa | Reality-Show de la MTV |
| 2004 | Dragnet                               | Marla                 | Serie                  |
| 2004 | Karen Sisco                           | Chrissy               | Serie                  |
| 2004 | Outpost                               | Smith                 | Película               |
| 2003 | Becker                                | Victoria              | Serie                  |
| 2003 | Boston Public                         | Sandy                 | Serie                  |
| 2003 | Las chicas Gilmore                    | Chica 1               | Serie                  |
| 2003 | Six feet under                        | Estudiante de arte 1  | Serie                  |
| 2003 | Urgencias                             | Woo                   | Serie                  |

- Datos: Q444390